# Вища Дубечня
Ви́ща Дубе́чня — село в Україні, у Вишгородському районі Київської області. Розташоване на березі Десни. За 30 кілометрів від Києва, та за 20 від Вишгорода. В селі функціонують п'ять магазинів та два кафе-бари, також будинок культури, фельдшерсько-акушерський пункт, аптека, ветеринарна клініка. Наявна загальноосвітня середня школа, дітей до неї підвозить шкільний автобус.

## Транспортне сполучення
Має зручне транспортне сполучення з Києвом та Вишгородом. З Києва можна дістатися маршрутними таксі «Київ-Вища Дубечня» та проїзними (до Пірнова, Жукина, Сувида чи Десни). Кінцева автобусів  — на станції метро «Героїв Дніпра», а маршрутних таксі до Сувида чи Десни — автостанції «Полісся» (площа Т. Шевченка). В селі існують чотири зупинки: «Буново», «Радгосп»(Пиреї), «Центр», «Ветлікарня».
Шлях від станції метро «Герої Дніпра» до села Вища Дубечня автобусом займає 40-45 хвилин, автомобілем 25-30 хвилин.

## Історія
Перші згадки про Вищу Дубечню в історичних документах належать до 1552 року.
За Гетьманщини селище Вища Дубечня входило до складу Гоголівської сотні Київського полку.
За описом Київського намісництва 1781 року у Вищій Дубечні було 17 хат. За описом 1787 року в селі проживало 67 «казених людей».
З 1781 року Вища Дубечня у складі Остерського повіту Київського намісництва, пізніше у складі того ж 
повіту Чернігівської губернії.
За даними на 1859 рік у казенному селі Остерського повіту Чернігівської губернії мешкало 445 осіб
(232 чоловічої статі та 213 — жіночої), налічувалось 76 дворових господарств.
Станом на 1886 у колишньому державному селі Жукинської волості мешкало 566 осіб, налічувалось 
115 дворових господарств, існував постоялий будинок.
За переписом 1897 року кількість мешканців зросла до 895 осіб (402 чоловічої статі та 493 — жіночої), з яких 894 — православної віри.
В 1917 році село входить до складу Української Народної Республіки.
Внаслідок поразки Перших визвольних змагань село надовго окуповане більшовицькими загарбниками.
Перед Голодомором 1932-33 років у селі був уже створений колгосп ім. Шевченка, налічувалось близько 300 дворів, проживало в них більше 1000 людей, так як сім'ї були багатодітними. Близько десяти родин було розкуркулено.
Під час Німецько-радянської війни село було повністю спалене гітлерівцями. 236 жителів Вищої Дубечні було нагороджено орденами й медалями СРСР. Степану Михайловичу Бендикову було присвоєно звання Героя Радянського Союзу.
Частини РСЧА відвоювали Вищу Дубечню і відновили в ній злочинну радянську владу 18 вересня 1943 року.
В «Історії міст і сіл Української РСР» про Вищу Дубечню початку 1970-х було подано таку інформацію:

| Вища Дубечня - село, центр сільської Ради, розташоване на правому березі річки Десни, за 54 км від Києва і за 37 км від залізничної станції Бровари. Населення - 1229 осіб. У Вищій Дубечні міститься центральна садиба радгоспу «Деснянський», за яким закріплено 4764 га сільськогосподарських угідь, у т. ч. 1542 га орної землі. За трудові досягнення 7 передовиків нагороджено медалями. У селі є середня школа, клуб, бібліотека[7]. |

## Населення

### Мова
Розподіл населення за рідною мовою за даними перепису 2001 року:
| Мова       | Кількість | Відсоток |
| ---------- | --------- | -------- |
| українська | 820       | 98.68%   |
| російська  | 11        | 1.32%    |
| Усього     | 831       | 100%     |

## Теперішній час
В селі діють 5 магазинів, православна церква, школа, бібліотека, клуб. В останні роки село досить розвинулось в плані інфраструктури. Відбувається активне розширення території: постійно зводяться нові житлові масиви, зокрема, котеджні містечка.

## Відомі уродженці
- Дума Дмитро Павлович — астроном, доктор фізико-математичних наук, лауреат Державної премії УРСР у галузі науки і техніки[9].

## Пам'ятки
У селі є церква Казанської ікони Божої Матері УПЦ МП

## Галерея

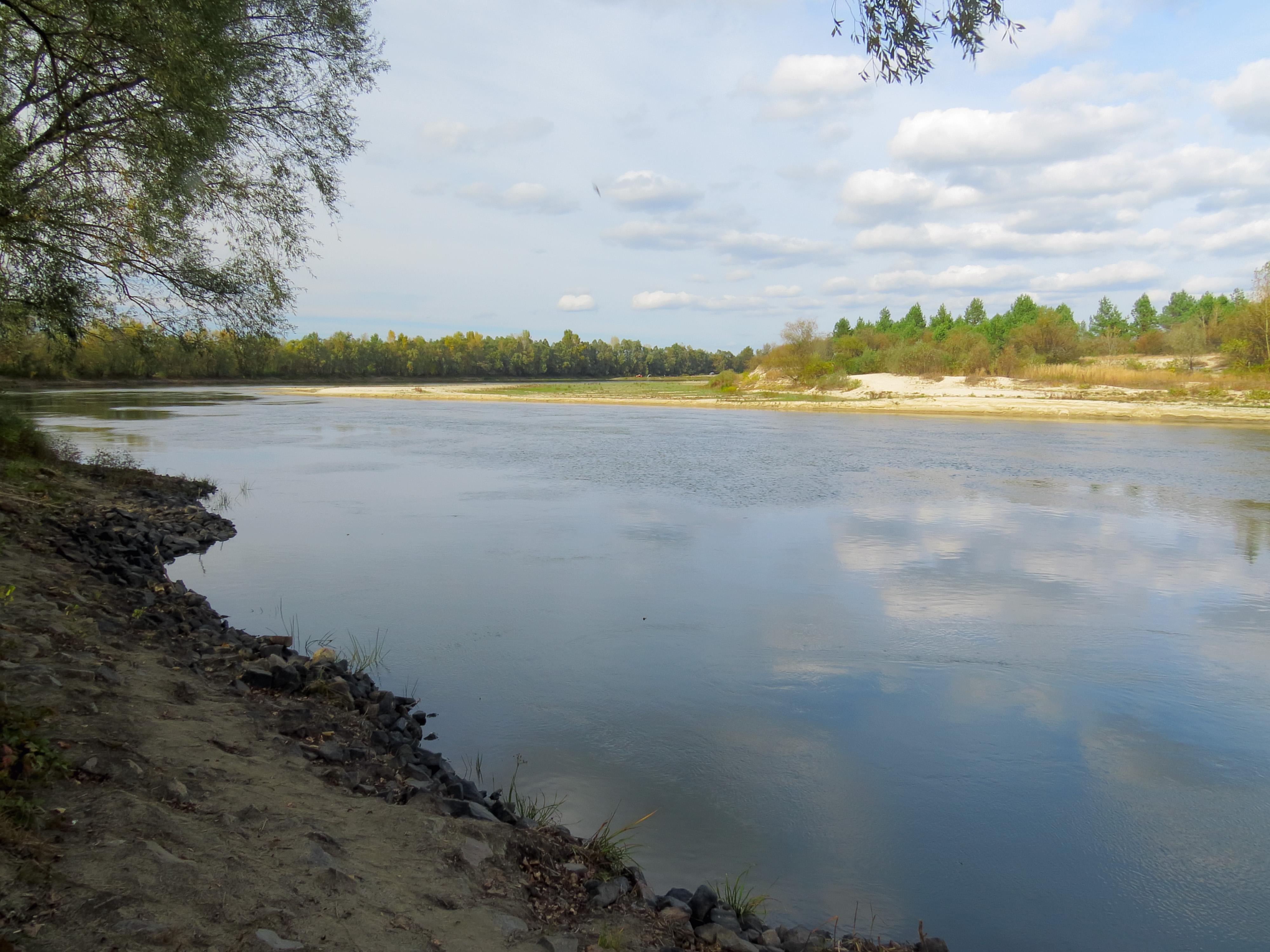
Десна коло села
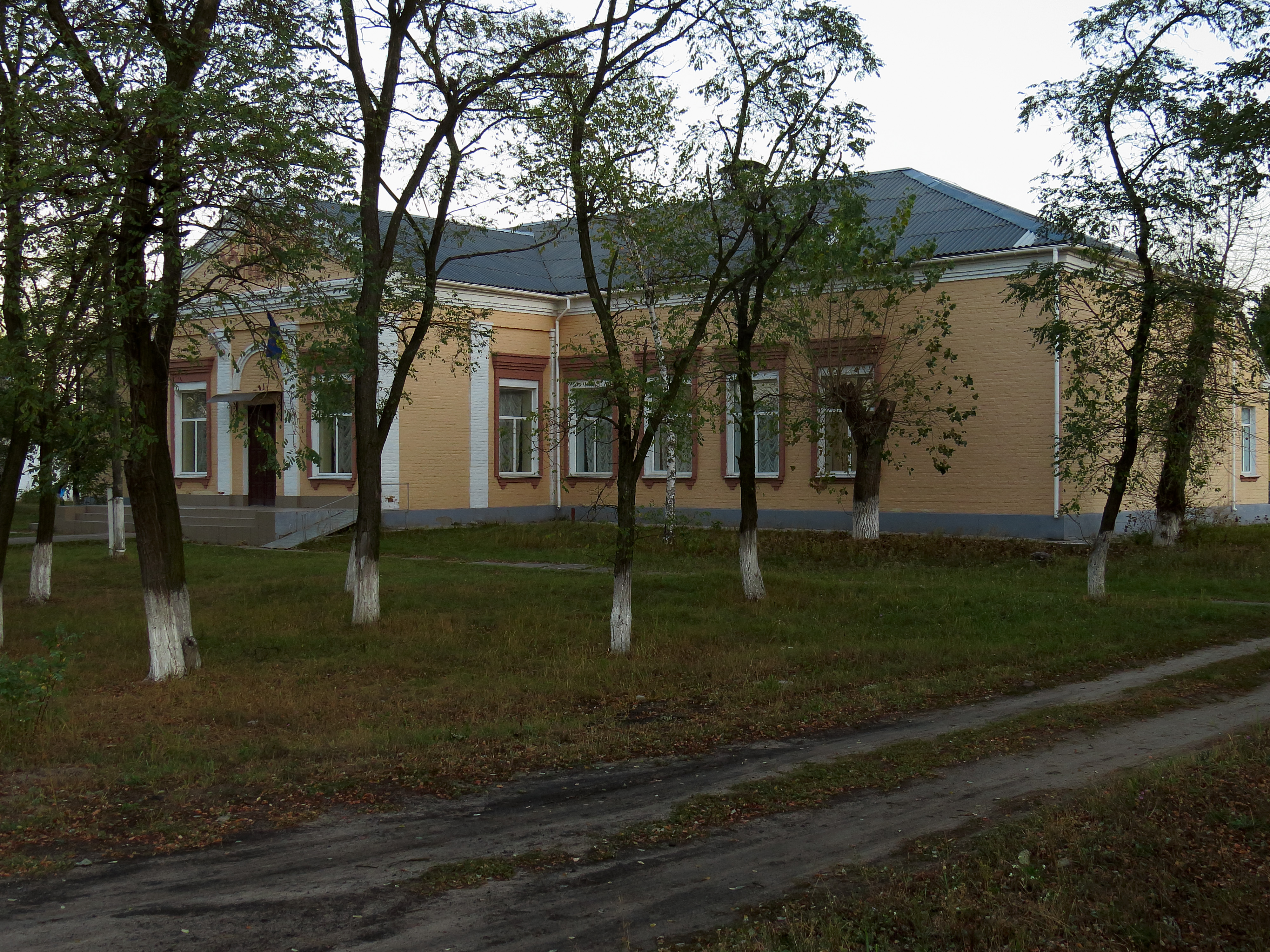
Сільський клуб
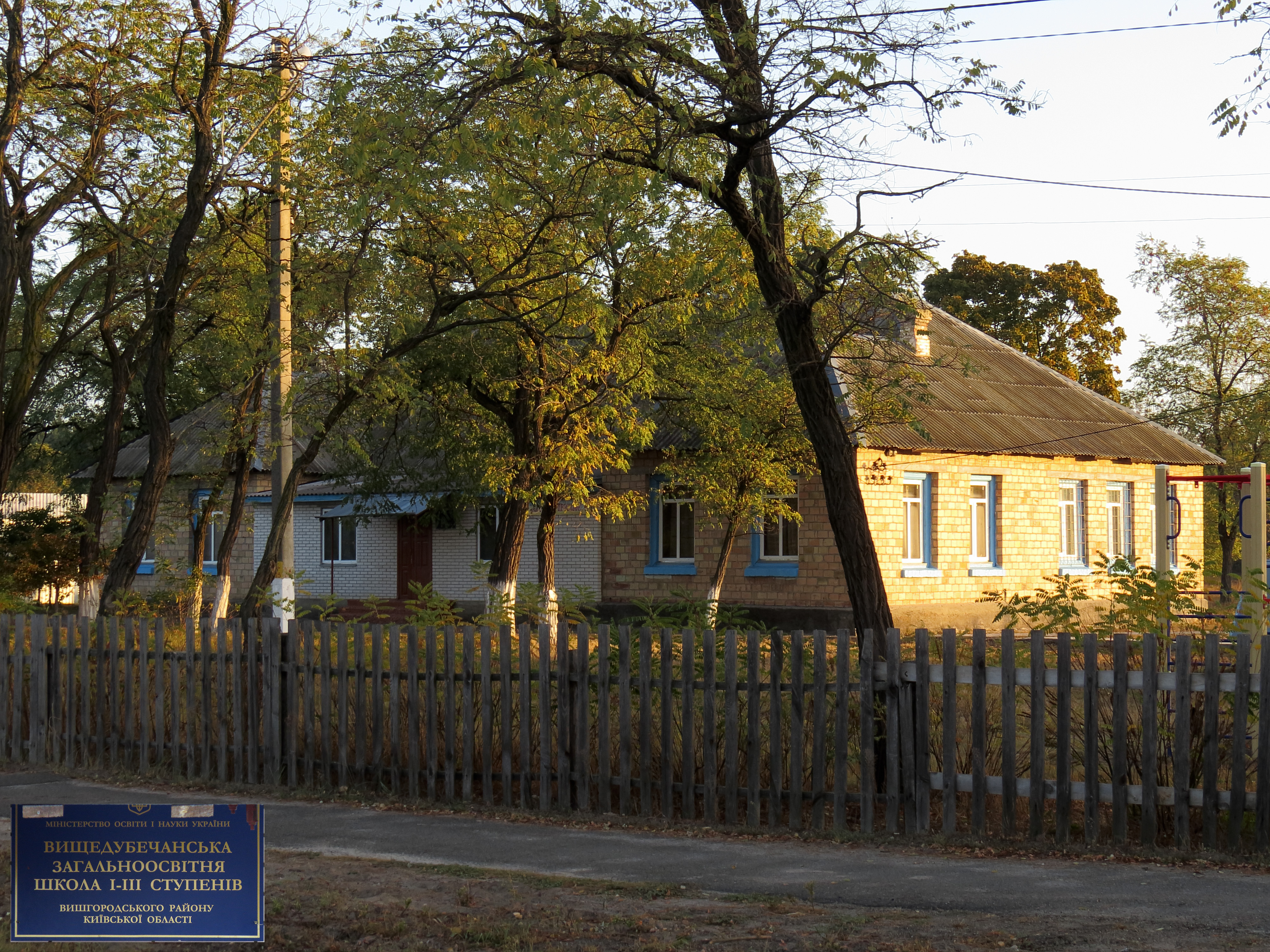
Нова будівля школи
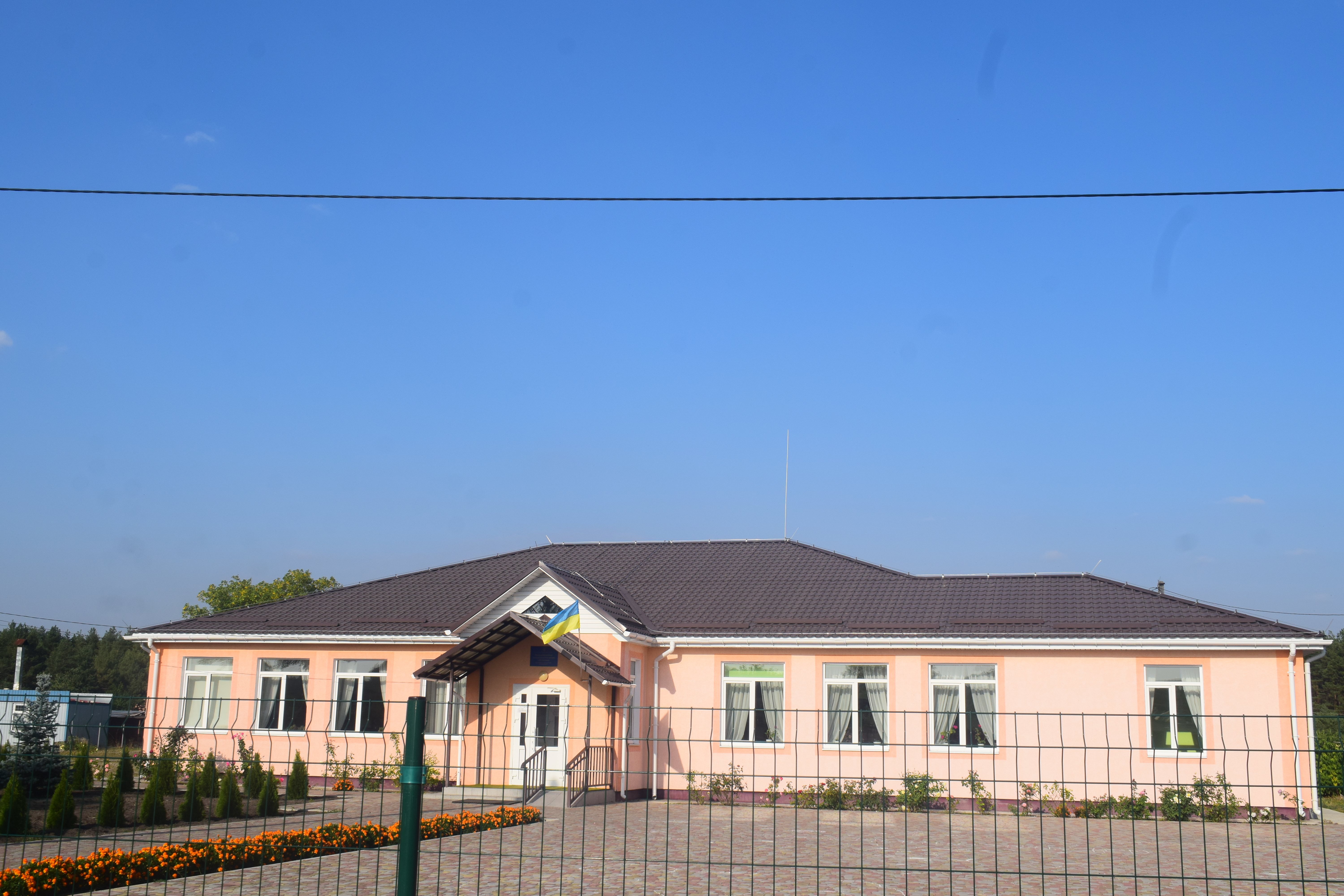
Стара будівля школи
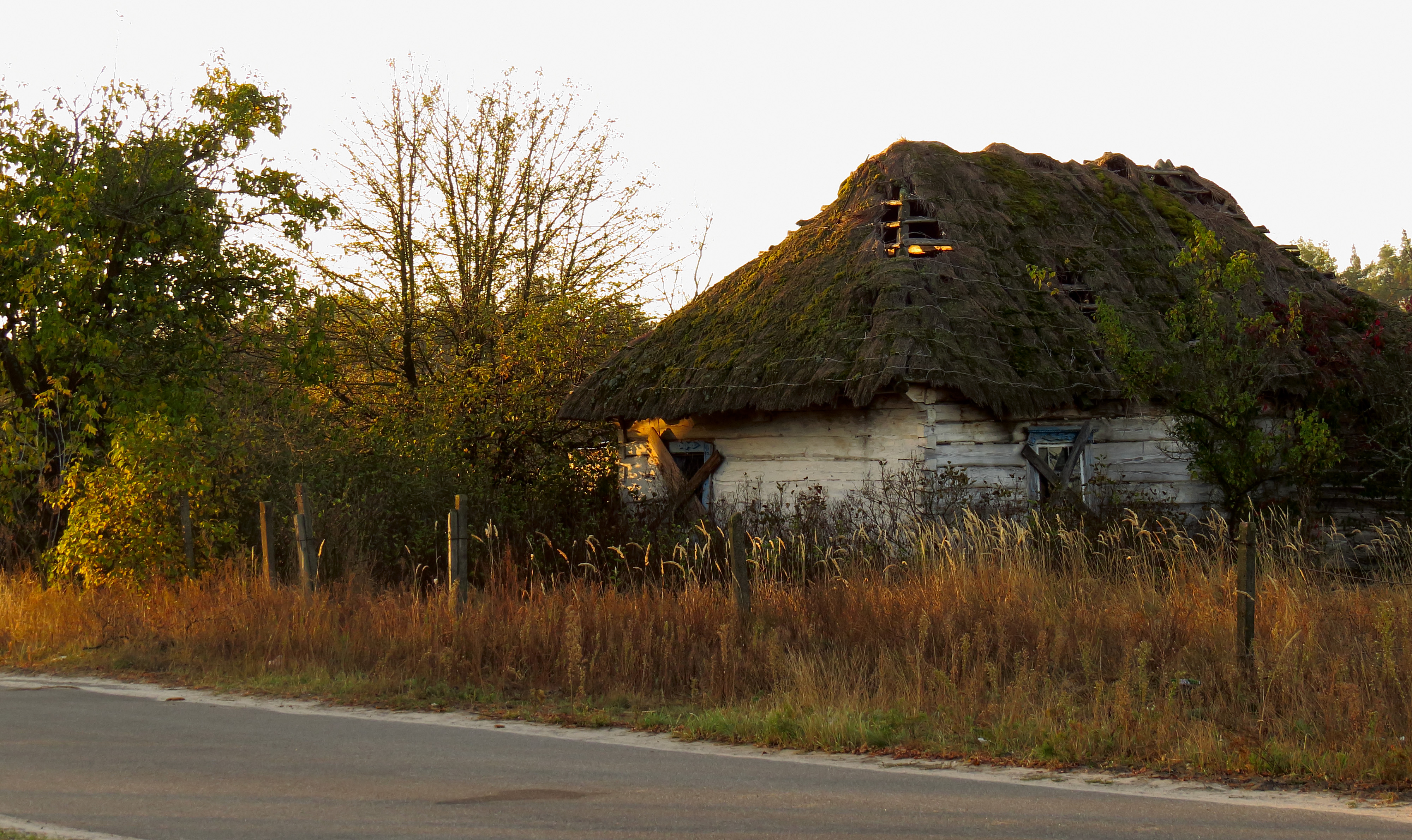
Закинута хата
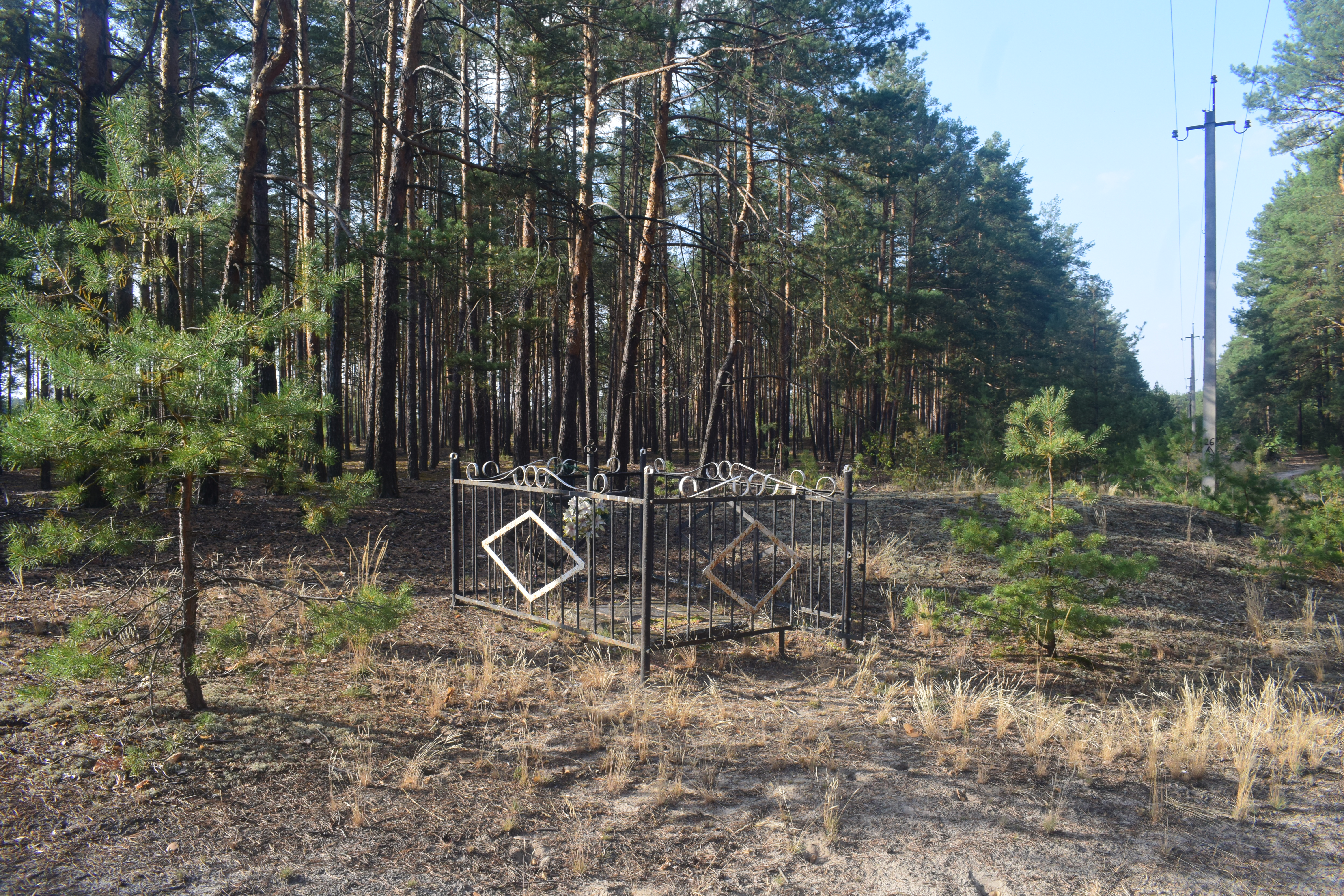
Солдатські могили в лісі
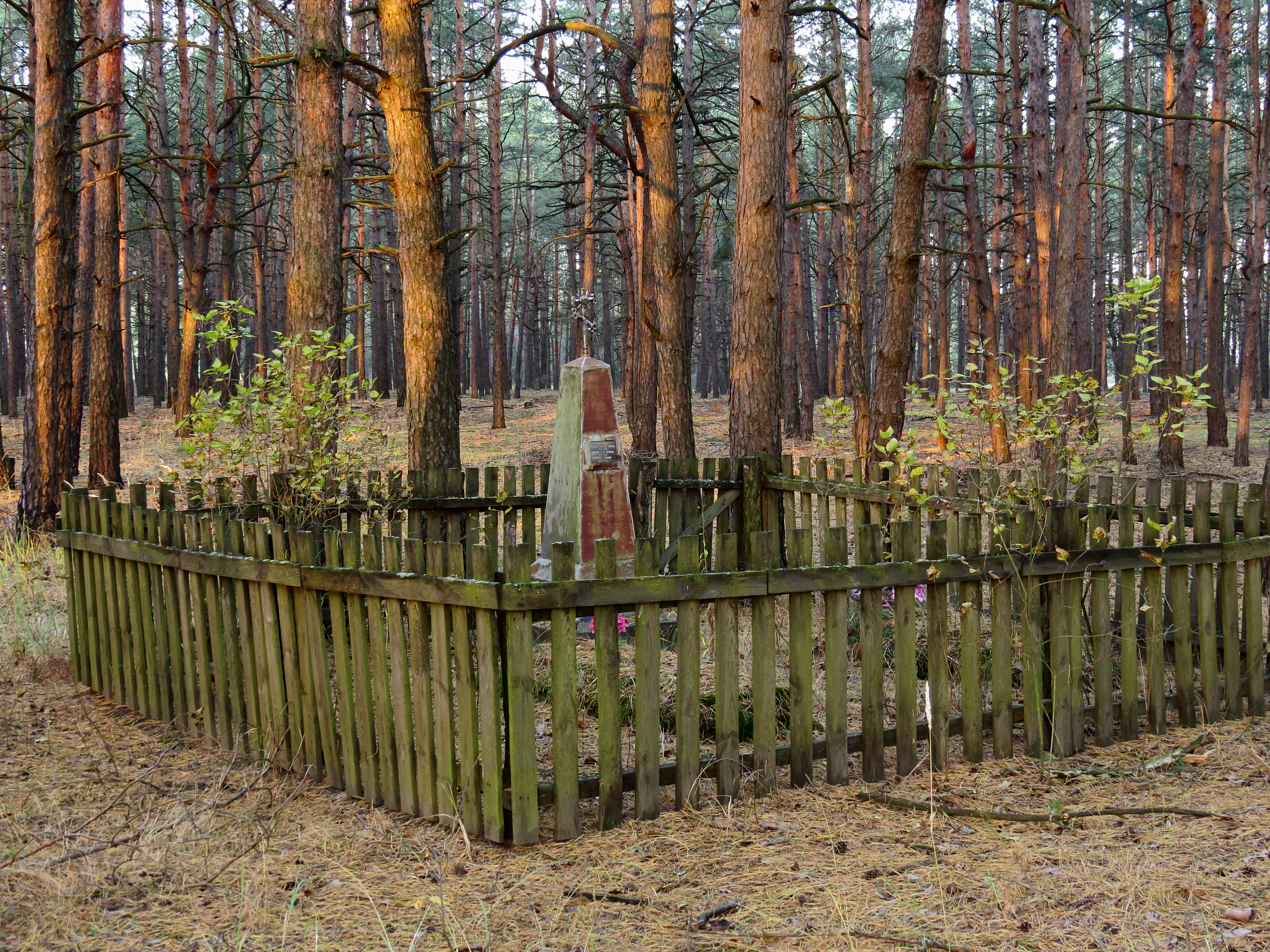
Могила жертв нацистів у лісі
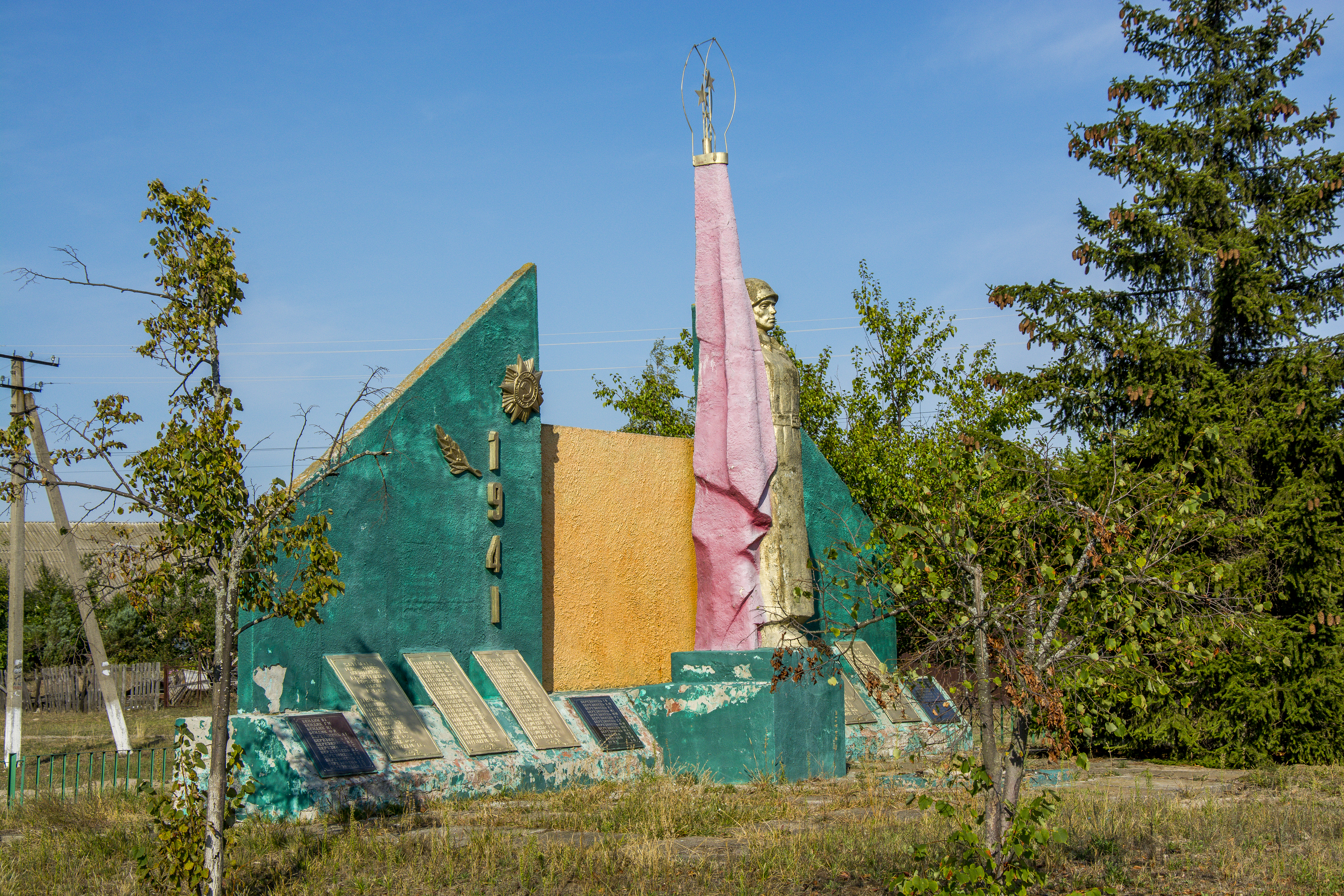
Братська могила у селі